# Monarcha takatsukasae
Monarcha takatsukasae là một loài chim trong họ Monarchidae.